# Tony Orlando and Dawn
Tony Orlando and Dawn sono stati un gruppo musicale pop vocale statunitense che avuto successo negli anni Settanta.
I brani più famosi del trio sono Candida, Knock Three Times, Tie a Yellow Ribbon Round the Ole Oak Tree e He Don't Love You (Like I Love You).

## Formazione
- Tony Orlando
- Telma Hopkins
- Joyce Vincent Wilson

## Discografia
Album
- Candida (1970)
- Dawn Featuring Tony Orlando (1971)
- Tie A Yellow Ribbon' (1973)
- Tuneweaving (1973)
- Dawn's New Ragtime Follies (1973)
- Prime Time (1974)
- Candida & Knock Three Times (1974)
- Tony Orlando & Dawn II (1974)
- Golden Ribbons (1974)
- Greatest Hits (1975)
- He Don't Love You (Like I Love You) (1975)
- Skybird (1975)
- To Be With You (1976)
- The World of Tony Orlando & Dawn (1976)
- Christmas Reunion (2005)